# Álvaro Henríquez (álbum)
Álvaro Henríquez es un álbum de estudio debut del músico chileno Álvaro Henríquez, se publicó en 2004 por medio de Warner Music.

## Historia
El disco cuenta con la participación de músicos provenientes de Los Bunkers y Café Tacuba en la instrumentación musical del disco. Adicionalmente, participan algunos músicos invitados como Rodolfo Henríquez (que formaría parte del regreso de Los Tres en 2006), Pedro Araneda (bajista de los Pettinellis) y Gonzalo Henríquez, hermano de Álvaro y vocalista de González y los Asistentes.
"Amada", "Sirviente y No Patrona" y "Mátame" fueron los sencillos promocionales de este álbum en las radios chilenas. La portada del álbum contiene una imagen del solista en su infancia, vestido con traje de hombre rana. Esta imagen se promocionó en logotipos y chapitas alusivas al disco.

## Lista de canciones
Todas las canciones escritas y compuestas por Álvaro Henríquez, excepto donde se indique. 
| N.º   | Título                                   | Duración |  |
| 1.    | «Sirviente y no patrona»                 |          |  |
| 2.    | «Via o muerte»                           |          |  |
| 3.    | «Amada»                                  |          |  |
| 4.    | «Le tengo dicho a mi negra» (Raúl Gardy) |          |  |
| 5.    | «Recién cansado»                         |          |  |
| 6.    | «Nicanor»                                |          |  |
| 7.    | «Jefe de jefes» (Teodoro Bello)          |          |  |
| 8.    | «Tengo más alcohol que sangre»           |          |  |
| 9.    | «Marcas en el alma»                      |          |  |
| 10.   | «Mátame»                                 |          |  |
| 11.   | «Raffaella»                              |          |  |
| 12.   | «Barco y naufragio»                      |          |  |
| 40:45 |                                          |          |  |

## Personal
De acuerdo a Marisol García G., excepto donde se indique:
Banda estable
- Pedro Araneda – bajo, guitarra
- Rodolfo Henríquez – acordeón; voz en «Le tengo dicho a mi negra»[2]
- Marcelo Cuturrufo – batería, piano

Invitados y producción
- Francisco Durán – guitarra, dobro; órgano en «Sirviente y no patrona»[2]
- Gonzalo López – bajo en «Vida o muerte»[2]
- Mauricio Basualto – batería en «Vida o muerte»[2]
- Emmanuel del Real – órgano en «Amada»;[2] piano, producción en «Mátame»[2]
- Joselo Rangel – guitarra eléctrica en «Mátame»[2]
- Quique Rangel – bajo en «Mátame»[2]
- Ángel Cárdenas – chelo en «Nicanor»[2]
- Carlos Dos Santos – viola en «Nicanor»[2]
- Boris del Río – violín en «Nicanor»[2]
- Esteban Sepúlveda – violín en «Nicanor»[2]
- Ricardo Álvarez – saxofón barítono en «Mátame»[2]
- Rodrigo Lemus – contrabajo
- Richard "Pollito" Guerrero – batería
- Rubén Gaete – piano en «Sirviente y no patrona»[2]
- Olivia Henríquez – voz en «Nicanor»[2]
- Gonzalo Henríquez – Percusión
- Álvaro Henríquez – composición, arreglos, producción

## Presentación
El álbum fue presentado en un extenso concierto en el Teatro Providencia, de Santiago, Chile, en el que el cantante repasó su historia con Los Tres, los Pettinellis y todos los temas de este álbum. Fue acompañado, además, por una breve gira por el país durante el verano, acompañado por su banda estable llamada "Revolcón".

## Ediciones
Antes del lanzamiento del álbum (en 2004), se vendieron dos sencillos en vinilo: "Amada" / "Tengo Más Alcohol Que Sangre" y "Recién Cansado" / "Barco y Naufragio". Esto, para continuar con la tradición de Álvaro Henríquez de lanzar productos en este formato, que había empezado en la época de Los Tres. La tienda Feria del Disco permitió deducir del costo final del CD el valor de esto discos simples de vinilo, que, en la actualidad, son ítemes de colección.
Durante 2005 se lanzó una reedición del álbum, con dos bonus tracks: las versiones piano de "Amada", en mezcla monofónica y estereofónica. Se agregaron los videoclips realizados para "Amada" y "Mátame".